# Dreggers
Dreggers er en lille by og en kommune i det nordlige Tyskland, beliggende i Amt Trave-Land under Kreis Segeberg. Kreis Segeberg ligger i den sydøstlige del af delstaten Slesvig-Holsten.

## Geografi
Dreggers ligger omkring syv kilometer syd for Bad Segeberg ved floden Trave.
Mod vest går motorvejen A 21 fra Bad Segeberg mod Kiel og mod nord går A 20 (tidligere Bundesstraße B 206) fra Bad Segeberg mod Lübeck.